# 羅斯維爾 (加利福尼亞州)
羅斯維爾（英語：Roseville），舊名Roseville Junction、Junction、及Grider's，是美國加利福尼亞州普萊瑟縣人口最多的城市，位於沙加緬度都會區。根據估計羅斯維爾2012年時的人口為12萬6323人，加州財政部預計2015年時將達到13萬3680人。80號州際公路行經羅斯維爾，65號加州州道行經城市北端。

## 歷史
最初這個群居處為一名為Griders的驛馬車站。根據羅斯維爾歷史協會記載，中央太平洋鐵路於1864年由沙加緬度往東修築鐵路時途經加利福尼亞中央鐵路的一小段路段，於是將交匯處名為「Junction」，之後Junction成為羅斯維爾。1909年，在南太平洋鐵路把它的機廠從羅克林遷往羅斯維爾三年後，羅斯維爾建制成市。伴隨而來的是一段擴張期，超過100棟建築被建造，其中包括當時全世界最大的製冰廠（Pacific Fruit Express的建物，1913年完工）。
羅斯維爾成為鐵路城有數十年之久，1929年在當地人口僅為6425人時，就有1225人在鐵路公司工作。二次世界大戰初期當地的鐵路調車場為前所未有的繁忙，戰後的建築潮帶來了持續的繁榮。但1950年代為這個城市帶來了根本的變化。